# ウェイン・レイニー
ウェイン・ウェスリー・レイニー（Wayne Wesley Rainey、1960年10月23日 - ）は、アメリカ合衆国カリフォルニア州ダウニー出身の元モーターサイクル・レーシングライダーで、元ヤマハ・チーム・レイニーの監督。
1980年代末から1990年代初めにかけて最も成功したライダーの1人とされる。1990年～1992年のロードレース世界選手権（WGP）500ccチャンピオン。

## スタイル
典型的な先行逃げ切り型ライダーであり、序盤にトップを奪取した後、2位以下を引き離し独走という優勝パターンを最も得意とした（通称：レイニーパターン）。またスタートも得意とし、ポールポジション（以下：PP）以外からでも第1コーナーの時点で順位を上げ、トップを奪取していることも多かった。
これらは、ライバルのケビン・シュワンツが、接近戦で強さを発揮しスタートはあまり得意でなかったのとは対照的とされる。この為、2人が繰り広げたバトルは、1989年日本GPをはじめ、最終的にシュワンツに軍配が挙がることが大半であった（バトル自体がシュワンツの勝ちパターンであり、レイニーの勝ちパターンでは、そもそもバトルが起きない）。
またシュワンツが、特に初期をはじめ「優勝か転倒」と形容されるスリリングな走りであったのに対し、レイニーは優勝以外のレースでも2位や3位に入り、ポイントを稼いでいた。これらから、しばしば「優勝レースがつまらない」・「堅実」と捉えられ、シュワンツより地味な印象を持たれがちだが、後輪を大胆にスライドさせる力強いライディングは、速さと安定感が高次元で両立したものであった。
特に全盛期には、圧倒的に思える差で独走していても、流さず終盤まで全力での走行を行っていた。そのプロフェッショナル精神、全力を貫くスタイルは、「ミスター100%」または｢120%レイニー｣と形容され、同時代に活躍したエディ・ローソン、ワイン・ガードナー、ケビン・シュワンツとともに「四強」と称される。

## 少年期
建設作業員の父サンディ・レイニーと母アイラの間に三人兄弟の長男として生まれた。6歳の時に父がミニバイクを買い与えたことがモータースポーツ経歴の始まりとなった。125ccの2ストヤマハでダートトラックレースに参戦し、15歳になる頃にはその名が知られるようになった。

## WGPでの活躍
1983年、カワサキ契約ライダーとしてアメリカ国内のメジャータイトルAMAスーパーバイク選手権のチャンピオンを獲得。1984年、前年限りでWGP500を引退したケニー・ロバーツのチームからWGP250ccクラスに参戦するが、市販レーサーTZ250での参戦であり、初のヨーロッパ転戦での経験不足もあって最高位3位が1回（ランキング8位）に終わる。しかしチームメイトでイギリスの期待を背負っていた若手アラン・カーターを上回る走りは見せた。WGP最終戦後に来日し、TBCビッグロードレースでエディ・ローソン（マールボロ・ヤマハ）のチームメイトとして初めてYZR500でGP500のレースを経験する。1985年はAMAスーパーバイクに戻り、USホンダのエースとしてVFR750を駆り1987年に2度目のAMAチャンピオンを獲得。
1988年、再びチーム・ロバーツ・ヤマハに加入し、今度はWGP500ccクラスにフル参戦。全15戦中リタイヤは1回に留まり、第12戦イギリスGPでの初優勝を含めた表彰台7回などでランキング3位を獲得する。

### 1989年
翌1989年には、第9戦オランダGPまでに3勝を挙げ、ローソンとチャンピオン争いを展開。しかし第10戦ベルギーGPにて、一旦優勝とされながら3位となると、リズムを崩したのか以後勝ち星を挙げられなくなり、ローソンの猛追を許す。そして第13戦スウェーデンGPでは、ローソンとの一騎討ちで転倒を喫して逆転され、最終的にランキング2位に甘んじることとなった。
全15戦中、前述のスウェーデンGPでのリタイヤと、豪雨により大半のトップライダー同様棄権した第5戦イタリアGPを除く13戦で表彰台に挙がっており、安定感は健在だったが、大事な場面での1度の転倒が響き、王座を逃すこととなった。

### 1990年
1990年は、ローソンが前年王座を獲得したホンダから、2年ぶりにヤマハに復帰。この為に当初チームのエースはローソンとなる予定だったが、レイニーは開幕戦日本GPで予選・決勝共に、他に大きく差を付けてのポールトゥーウィンを達成。第2戦アメリカGPで、ローソンが重傷を負い戦線離脱したこともあって、ヤマハのエースライダーとなっていった。
この年は、全15戦中全ライダー最多となる7勝をマークし、またトラブルでリタイヤした第14戦ハンガリーGPを除き、14レースで表彰台に挙がった。前年の失敗から、それまで以上に「安定して強いスタイル」を身につけ、第13戦チェコGPにて2戦を残してチャンピオンを決めている。この年のランキング2位は、レイニーに次ぐ5勝を挙げたシュワンツだったが、最終成績で68ポイント差をつけている。

### 1991年
翌1991年は、マイケル・ドゥーハンとの争いとなるが、この年も速さ・安定性の両方でレベルの高さを示した。全ライダー中最多となる6勝をマークし、参戦した14戦中表彰台13回の成績で、1戦を残し2年連続のタイトルを獲得。この2連覇は、1983年以来続いていた「チャンプとなったライダーのワークスは、翌年はライダーチャンピオンを獲得できない」というジンクスを打ち破るものでもあった。
しかしチャンプ決定後のIRTAテストで骨折し、最終戦マレーシアGPを欠場。また骨折の影響により、満足にテストの出来ないままシーズンオフを過ごすこととなった。

### 1992年

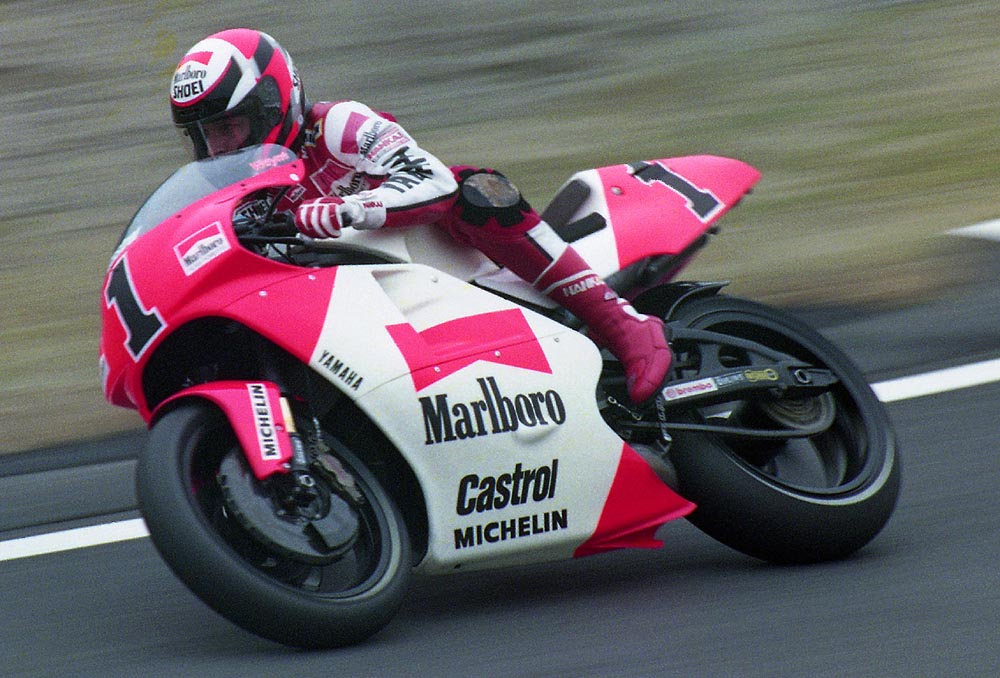
1992年日本GP

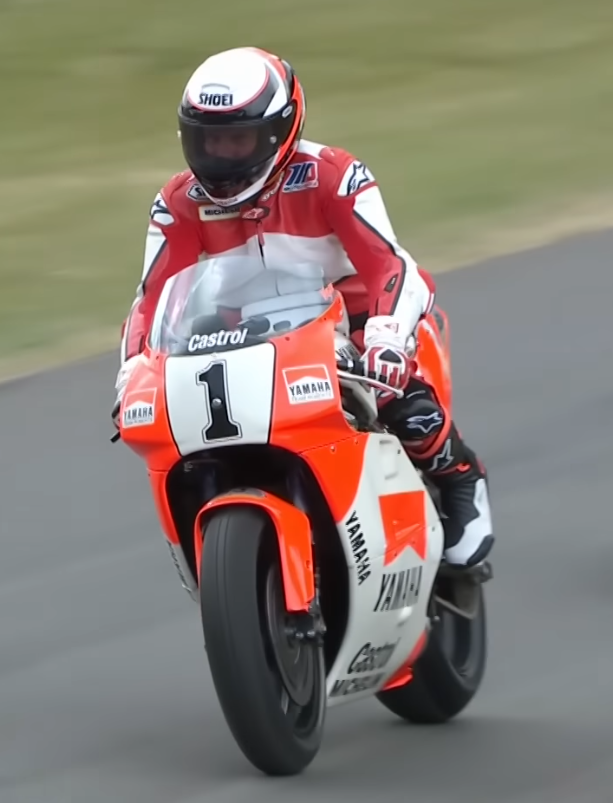
2022年

1992年は、前述の怪我が癒えぬまま参加した開幕前のテストにおいて、クラッシュにより骨折。怪我を負ったままシーズンが開幕し、ホンダ・NSR500を駆るドゥーハンが、開幕4連勝を飾り好調を示す一方で苦戦。2年間無かった転倒リタイヤを2度も喫したほか、第7戦ドイツGPでは予選中の転倒による痛みに耐えかね、決勝を途中棄権している。その影響で第8戦オランダGPも欠場したが、同GP予選でドゥーハンが転倒により右足を骨折、一時は切断の噂も出たほどの重傷を負い、長期離脱を余儀なくされた。
この後、レイニーはそれまでランキング2位だったシュワンツを逆転し、じわじわドゥーハンに詰め寄ると、ドゥーハンの復帰戦となった第12戦ブラジルGPでシーズン3勝目を挙げ、2ポイント差にまで迫った。最終戦南アフリカGPでは予選でドゥーハンの先行を許すも、決勝は前（3位）でフィニッシュし、4ポイント差でチャンピオンを決めた。三年連続のタイトル獲得は、ケニー・ロバーツ以来だった。

### 1993年
1993年もレイニーはGPの中心となり、開幕からシュワンツとチャンピオン争いを繰り広げた。この年のマシンはフレームに問題を抱えており、序盤こそポイントリーダーに君臨するも、中盤には問題が深刻化。特に第6戦ドイツGP・第7戦オランダGPでは、表彰台からも遠ざかる5位に終わった。また、この年はシュワンツも安定性を身につけていた為、ポイント差はなかなか縮まらなかった。
しかし第8戦ヨーロッパGPでは、改善の兆しのないフレームに見切りをつけ、後述のように市販車のフレームを使い優勝。第10戦イギリスGPでは、シュワンツがドゥーハンの転倒に巻き込まれ0周リタイヤとなる中、2位に入り8ポイント差にまで詰め寄る。第11戦チェコGPではシーズン4勝目を挙げ、第4戦スペインGP以来のランキングトップとなった。
この時点で残りは3戦、シュワンツとのポイント差は11であり、4連覇は現実味を帯びつつあった。

#### 下半身不随
チェコGPに続き、ミザノ・サーキットで開催された第12戦イタリアGP。ミザノはレイニーの得意とするコースであり、3周目にチームメイトのルカ・カダローラを交わしてトップを奪い、そのまま差を拡げていた。しかし、11周目に高速コーナーでハイサイドを起こし転倒。マシンから放り出され頭部からグラベルに落下、第六頚椎損傷の重症を負い下半身不随となり、残りの2戦をキャンセルする。この年初のリタイヤだった。
シュワンツは、イタリアGPで3位に入りレイニーを逆転。この結果、レイニー不在で迎えた第13戦アメリカGPにおいて、「タイトルは事実上シュワンツに決定」と発表されるに至った。自身初のタイトルだったが、サーキット上でレイニーを打ち負かすことに至上の喜びを求め続けたシュワンツは、「彼の怪我が治るならタイトルはいらない」との発言を残すこととなる。
また、アメリカGPスタート前の500ccライダーの記念撮影では、WAYNE WISH YOU WERE HERE（ウェイン、君がここにいてくれたなら…）というプラカードが提示され、PPのドゥーハンは、グリッドでそのプレートを掲げた。また優勝したジョン・コシンスキーも、「レイニーが傍にいるような気がして頑張れた。」、「また元気な姿を見たい。」とエールを送った。

### 引退後
しかし、1994年シーズンも始まろうかという頃、「下半身不随であり、再起不能」と発表されることになる。キャリア絶頂期の中、突然の引退となった。シュワンツも、ライバルを失った落胆からか以降モチベーションを低下させ、1995年序盤を以って引退することとなる。
レイニー自身は、事故翌年の1994年にはマールボロ・ヤマハ・チーム・レイニーを立ち上げ、1998年の退任まで車椅子でレース現場に参加した。日本人では原田哲也や阿部典史が、同チームから参戦することとなった。

## エピソード
- 1993年にはヤマハにマシンの問題点を訴えるため、ROCの市販車フレームを使用するという強硬手段を選んで周囲を驚かせた。
- シュワンツとのライバル関係はよく知られ、国内時代からのものである。「レイニーが、どんなレースの際でも、常にシュワンツとの差のみを表示させていた」との逸話も残るほど。一時期は犬猿の仲だったが、その後和解。シュワンツ引退の際にも、レイニーは相談を受けたという。
  - 犬猿の仲だった頃、シュワンツはレイニーの妹と交際していた。「家に迎えに行くとレイニーが仁王立ちしており、『何をしに来た。』と睨まれたことがある。」とシュワンツが語ったこともある。
- 人格者とされるレイニーだが、1989年日本GPでシュワンツとのバトルに敗れた直後、握手を求められた際にこれを拒否している。実は、レイニーは周回数を1周勘違いしてしまっていたために、ファイナルラップに勝負を掛け損ねていた。そのことで、自身に憤っていた最中だったために、咄嗟に振り払ってしまったという。
- レイニーがAMA時代にカワサキファクトリーで乗り、チャンピオンを獲得したGPz750は、エディ・ローソン時代のZ1000Rのようにレプリカがカタログモデルとしてリリースされるほどではなかったものの、当時既に旧態依然としていた空冷2バルブエンジンであるにもかかわらず、水冷4バルブV4エンジンのホンダVF750勢を相手に互角以上の戦いを繰り広げていた事もあり、カワサキユーザーを中心に今なお人気は高く、彼が駆ったスーパーバイク仕様(ロブ・マジーのチューニングによる)は、同車をチューニングする際の一つの指針となっている
- レイニーがAMA時代にカワサキファクトリーで乗り、チャンピオンを獲得を記念として日本でGPz400Fにライムグリーンの仕様が発売された。
- 2013年、鈴鹿8時間耐久でケビン・シュワンツはレイニーが現役時代に使用したカラーリングのヘルメットをかぶって出場し総合3位に入賞した。
- 同時期にF1で活躍していたアラン・プロストは1993年限りで引退したが、レイニーの事故に衝撃を受け「無事なままで引退したい」との思いが生まれたことも、その理由の1つだった[5]。
- 2019年11月16日・11月17日に鈴鹿サーキット行われた「鈴鹿Sound of ENGINE 2019」では、上半身だけで操作できるように改造された特別仕様のマシンで、ローソンやロバーツ、青木拓磨らと共にデモランに参加。事故以来26年ぶりに、ファンの前でバイクを駆る姿を見せた。
- 2022年6月、Goodwood Festival of Speed 2022(グッドウッド・フェスティバル・オブ・スピード2022)では、自身が92年に駆ったYZR500(0WE0)を再び走らせた。

## 主な戦績

### AMA
- 1982年 AMAスーパーバイク ランキング3位（カワサキ・Z1000）
- 1983年 AMAスーパーバイク チャンピオン（カワサキ・GPz750F）
- 1985年 AMAフォーミュラ1 ランキング8位、AMA250ccクラス ランキング3位（ホンダ）
- 1986年 AMAスーパーバイク ランキング2位（ホンダ・VFR750F）
- 1987年 AMAスーパーバイク チャンピオン、デイトナ200スーパーバイククラス優勝（ホンダ・VFR750F）

### ロードレース世界選手権
- 凡例
- ボールド体のレースはポールポジション、イタリック体のレースはファステストラップを記録。

| 年   | クラス | チーム                     | マシン | 1       | 2     | 3      | 4      | 5       | 6     | 7       | 8       | 9      | 10     | 11     | 12      | 13      | 14      | 15      | Points | Rank | Wins |
| ---- | ------ | -------------------------- | ------ | ------- | ----- | ------ | ------ | ------- | ----- | ------- | ------- | ------ | ------ | ------ | ------- | ------- | ------- | ------- | ------ | ---- | ---- |
| 1984 | 250cc  | ロバーツ・ヤマハ           | TZ250  | RSA NC  | ITA 3 | SPA 10 | AUT NC | GER 6   | FRA 6 | YUG 4   | NED 12  | BEL NC | GBR 14 | SWE 13 | RSM NC  |         |         |         | 29     | 8位  | 0    |
| 1988 | 500cc  | ラッキーストライク・ヤマハ | YZR500 | JPN 6   | USA 4 | SPA 6  | EXP 2  | ITA 3   | GER 2 | AUT 3   | NED 7   | BEL 5  | YUG 3  | FRA 5  | GBR 1   | SWE 5   | CZE 3   | BRA 6   | 189    | 3位  | 1    |
| 1989 | 500cc  | ラッキーストライク・ヤマハ | YZR500 | JPN 2   | AUS 2 | USA 1  | SPA 2  | ITA DNS | GER 1 | AUT 3   | YUG 2   | NED 1  | BEL 3  | FRA 3  | GBR 3   | SWE DNF | CZE 3   | BRA 3   | 210.5  | 2位  | 3    |
| 1990 | 500cc  | マールボロ・ヤマハ         | YZR500 | JPN 1   | USA 1 | SPA 2  | ITA 1  | GER 2   | AUT 2 | YUG 1   | NED 2   | BEL 1  | FRA 3  | GBR 2  | SWE 1   | CZE 1   | HUN DNF | AUS 3   | 255    | 1位  | 7    |
| 1991 | 500cc  | マールボロ・ヤマハ         | YZR500 | JPN 3   | AUS 1 | USA 1  | SPA 3  | ITA 9   | GER 2 | AUT 2   | EUR 1   | NED 2  | FRA 1  | GBR 2  | RSM 1   | CZE 1   | VDM 3   | MAL DNS | 233    | 1位  | 6    |
| 1992 | 500cc  | マールボロ・ヤマハ         | YZR500 | JPN DNF | AUS 2 | MAL 2  | SPA 2  | ITA DNF | EUR 1 | GER DNF | NED DNS | HUN 5  | FRA 1  | GBR 2  | BRA 1   | RSA 3   |         |         | 140    | 1位  | 3    |
| 1993 | 500cc  | マールボロ・ヤマハ         | YZR500 | AUS 2   | MAL 1 | JPN 1  | SPA 2  | AUT 3   | GER 5 | NED 5   | EUR 1   | RSM 3  | GBR 2  | CZE 1  | ITA DNF | USA -   | FIM -   |         | 214    | 2位  | 4    |

### 鈴鹿8時間耐久ロードレース
| 年   | 車番 | ペアライダー   | チーム                               | マシン         | 予選順位 | 決勝順位 | 周回数 |
| ---- | ---- | -------------- | ------------------------------------ | -------------- | -------- | -------- | ------ |
| 1988 | 3    | ケビン・マギー | チーム・ラッキーストライク・ロバーツ | ヤマハ・YZF750 | 1        | 1        | 202    |
| 1989 | 3    | ケビン・マギー | チーム・ラッキーストライク・ロバーツ | ヤマハ・YZF750 | 2        | Ret      | 94     |

## 語録
自身の言葉
- 「いざ取ってみたら空しいだけだった」（後年、初めてチャンピオンを獲得した際の気持ちについて）
- 「俺の全てを捧げるスポーツだ。どうしても一番になりたい」（あなたにとってグランプリとは、と聞かれ）
- 「俺のほうが勝っているのに、なんで彼の人気が上なんだ!」（開発スタッフに漏らした言葉。スリリングなレース展開で熱狂的なファンが多くいたライバルのシュワンツについて）
- 「俺は頂点に登り詰めたが、好きだったスポーツで（半身）不随になった。潮時だったってことだ」
- 「晴れでも雨でも、明日は『レイニー』デイだ」（予選後の記者会見で、翌日の決勝が雨になる可能性に触れられて）。
- 「バイクは公道で乗るものではない」

他者の言葉
- 「優勝できなくても、彼に勝てばなにより嬉しかった。恐らくレイニーも同じ気持ちだったろう」（ケビン・シュワンツ）

後年、現役当時の互いのライバル意識について。
- 「彼の怪我が治るなら、タイトルなんかいらない」
- 「最後まで思いきり闘って、チャンピオンを決めたかった」
- 「僕は（ランキング）2位で良かったんだ。レイニーがあんなことになるぐらいなら」（いずれもケビン・シュワンツ）

長年のライバルを失った引き換えに、初タイトルを得たことに対して。
- 「走れなくなった今でも、あいつは俺にとって最高のライダーだ」（伊藤真一）

「あなたにとっての最高のライダーは」という話題の中で。

## 補足
1. ↑  総PP獲得数では、レイニーはシュワンツを下回っている。
2. ↑  レイニーが競り合いの末に優勝したケースは、1989年ドイツGP、1993年日本GPなどに限られている。
3. ↑  「第12回TBCビッグロードレース世界チャンプの貫録を披露してエディ両ヒート制覇」『ライディング No.175』日本モーターサイクルスポーツ協会、1984年12月1日、56頁。
4. ↑  計3ヒート制となったレースで優勝したが、その後レギュレーションで「再スタート・タイヤ交換が共に1度ずつしか認められていない」ことを理由に、3ヒート目が無効となり、2ヒート目までの結果が最終成績となった為。
5. ↑  尚、プロストの最大のライバルでもあったアイルトン・セナはプロストが引退した翌1994年に事故死している。